# Vincent Matthews
Vincent "Vince" Edward Matthews (* 16. prosince 1947 Queens, New York) je bývalý americký atlet, sprinter, dvojnásobný olympijský vítěz.

## Atletická kariéra

### První úspěchy v roce 1967
Výrazněji se prosadil ve svých 20 letech, když vybojoval stříbrnou medaili v běhu na 400 metrů (45,1/45,13) na Panamerických hrách, které v roce 1967 pořádal kanadský Winnipeg. Na stejných hrách vybojoval zlatou medaili jako člen štafety USA na 4 × 400 metrů (3:02,0).
Ve stejném roce reprezentoval Matthews americký kontinent na premiérovém utkání Amerika-Evropa (9.–10. srpna 1967) v kanadském Montrealu – na 400 m zvítězil v čase 45,0 před pozdějším olympijským vítězem Lee Evansem a byl členem vítězné štafety na 4 × 400 m (3:03,6).
V roce 1967 byl také druhý na mistrovství USA (AAU) v Bakersfieldu – opět za Evansem, a v červnu 1968 byl na stejném mistrovství v kalifornském Sacramentu znovu druhý těsně za Evansem (oba 45,0 sekundy), čímž jen potvrdil pozici amerického muže č. 2 v běhu na 400 metrů – to mu samozřejmě dávalo značné naděje pro blížící se olympijské hry v Mexiku.

### Rok 1968 a olympijské hry v Mexiku
V srpnu 1968 vytvořil Matthews na vysokohorské dráze v Echo Summit, pozdějším dějišti americké kvalifikace pro olympijské hry v Mexiku, nový světový rekord – 44,4 sekundy. Nemohl však být oficiálně uznán, protože Matthews použil místo treter s hřeby obuv s neschválenými „štětičkami“ (ze stejného důvodu nebyly uznány světové rekordy Johna Carlose 19,7/19,92 na 200 m a Lee Evanse 44,0 na 400 metrů, dosažené brzy nato na stejném stadionu při olympijské kvalifikaci atletů USA).
Na kvalifikaci amerických atletů v září 1968 v Echo Summit doběhl ovšem Matthews v čase 44,8 dosti překvapivě až na čtvrtém místě za Evansem (44,0), Larrym Jamesem (44,1) a Ronaldem Freemanem (44,4) – a pro individuální olympijský závod na 400 m se nekvalifikoval. Čtvrté místo mu však zajistilo účast na olympijských hrách alespoň ve štafetě, a na olympijské hry do Mexika tak odcestoval. Ve štafetě na 4 × 400 metrů tým USA nejdříve v rozběhu vyrovnal olympijský rekord (3:00,7), ve finále potom Matthews společně s Larrym Jamesem, Jamesem Freemanem a Lee Evansem vybojoval zlatou medaili a stal se spolutvůrcem nového světového rekordu 2:56,1 (2:56,16), který byl vyrovnán až v roce 1988 a překonán teprve v roce 1992 na olympijských hrách v Barceloně – a stal se tak nakonec nejdéle přežívajícím z tehdejší mexické záplavy světových rekordů.

### Rok 1972 a olympijské hry v Mnichově
Po mexických hrách Matthews aktivní činnosti zanechal, v roce 1969 ukončil studium historie a oženil se. K atletice se vrátil až v květnu 1972.
Na olympijské hry do Mnichova v roce 1972 se už na individuální čtvrtce kvalifikoval (třetí místo na federální olympijské kvalifikaci v Eugene), ale do Mnichova rozhodně nepřiletěl jako kandidát na zlatou medaili – odborníci favorizovali především Wayneho Colletta a někteří i Johna Smitha. Na rozdíl od olympijských her v roce 1968 však teď měl Matthews možnost uspět jak v individuálním běhu, tak i ve štafetě na 4 × 400 metrů.
Dokonale se mu to podařilo v individuálním závodě, kde časem 44,66 vytvořil nové elektricky měřené osobní maximum a vybojoval zlatou medaili. Částečně mu to usnadnilo i svalové zranění, které ve finálovém běhu utrpěl jeho krajan John Smith a které Smithovi znemožnilo olympijské finále dokončit.
Další Matthewsovo olympijské účinkování v Mnichově ovšem ukončil protest obou Afroameričanů při vyhlašování vítězů v běhu na 400 metrů – interpretovaný jako upozornění na postavení černošského obyvatelstva v USA.
Samotné finále běhu se odbývalo v už tak dosti zjitřené atmosféře, dva dny po útoku vražedného komanda (5. září 1972 ráno) na izraelské sportovce v mnichovské olympijské vesnici - a běželo se v důsledku narušení olympijského programu o den později, než původně mělo (a s dlouhým, třídenním, odstupem od semifinále). Jak Matthews, tak i jeho stříbrný krajan Wayne Collett přišli na stupně vítězů nikoli v povinných teplácích a teniskách, ale Collett bosky, v trenýrkách a tričku se startovním číslem, ve kterém běžel finále, Matthews potom v propocené a z kalhot vystrčené mikině, přes kterou měl nedbale přehozenou nezapnutou teplákovou bundu. Oba černí Američané si poté stoupli na nejvyšší stupínek, k vlajce USA se otáčeli bokem, nesledovali ceremoniál, povídali si, brali do ruky a prohlíželi si Matthewsovu zlatou medaili, dělali nejrůznější grimasy, hrbili se a Matthews si mnul bradu. A především – neposlouchali s náležitou úctou hymnu USA.. To bylo bráno jako politický manifest a oba dostali od MOV (stejně jako jejich krajané Tommie Smith a John Carlos po medailovém ceremoniálu běhu na 200 metrů na olympijských hrách 1968 v Mexiku) zákaz dalšího startu na olympiádě, což znemožnilo start štafety USA na 4 × 400 metrů: po diskvalifikaci obou medailistů a po zranění Johna Smitha zbyl Spojeným státům už jenom jediný štafetový běžec (Lee Evans) a při jejich neúčasti si zlatou medaili odnesla štafeta Keni.

### Profesionální dráha
Tím atletická kariéra Vincenta Matthewse v podstatě skončila. Přesto se na dráze ještě objevil – v roce 1973, jako člen americké profesionální atletické skupiny ITA. V profesionálním angažmá opět závodil se starými přáteli ze zlaté olympijské štafety z Mexika (Lee Evans, Larry James) a zakotvili tu i jiní slavní sprinteři druhé poloviny šedesátých let (Jim Hines, Melvin Pender, John Carlos, Jean-Louis Ravelomanantsoa). V halové sezóně 1973 běžel Matthews 440 yardů za 48,2 sekundy, 500 yardů za 56,5 sekundy a 500 metrů za 1:03,6 minuty. A zatímco Lee Evans či Larry James vydrželi v profesionálním angažmá až do poloviny sedmdesátých let, Vincent Matthews už po roce 1973 nepokračoval.

## Světové rekordy Vincenta Matthewse
- 400 m 44,4 (Echo Summit 31.8.1968) - neuznán pro nepovolený druh obuvi
- štafeta 4 × 400 m 2:56,1 / 2:56,16 (Mexico City 20.10.1968), VINCENT MATTHEWS, Ronald Freeman, Larry James, Lee Evans

## Nejlepší nížinný výkon všech dob
Čas 44,66 sekundy, kterým Matthews zvítězil na olympijských hrách v Mnichově, byl sice daleko za tehdy platným světovým rekordem Lee Evanse (43,86), byl ovšem nejlepším elektronicky měřeným nížinným časem v běhu na 400 m všech dob (předtím západní Němec Karl Honz - 44,70 sekundy, s ruční časomírou ovšem Wayne Collett, 44,1 sekundy, na olympijské kvalifikaci USA 9.7.1972 v Eugene). Matthewsův nížinný rekord překonal v roce 1976 na olympijských hrách v Montrealu časem 44,26 sekundy Kubánec Alberto Juantorena.

## Výkony Vincenta Matthewse v jednotlivých sezónách

### 400 m
| rok  | výkon | pořadí svět | nejlepší elektronicky měřený výkon |
| ---- | ----- | ----------- | ---------------------------------- |
| 1965 | 47,8  |             |                                    |
| 1966 | 45,9x | 12=         |                                    |
| 1967 | 45,0  |             | 45,15                              |
| 1968 | 44,4  | 3=          | 44,86                              |
| 1969 | ---   | ---         | ---                                |
| 1970 | ---   | ---         | ---                                |
| 1971 | ---   | ---         | ---                                |
| 1972 | 44,66 | 5           |                                    |

= stejného výkonu dosáhli dva atleti či více atletů
x výkon na 440 yardů minus 0,3 sekundy

## Nejlepší výkony Vincenta Matthewse

### 400 m
| výkon | pořadí         | místo       | datum     | závod                                                |
| ----- | -------------- | ----------- | --------- | ---------------------------------------------------- |
| 44,4  | 1              | Echo Summit | 31.8.1968 |                                                      |
| 44,66 | 1              | Mnichov     | 7.9.1972  | olympijské hry                                       |
| 44,7  | 1              | Mnichov     | 24.8.1972 | předolympijský mítink                                |
| 44,86 | 4              | Echo Summit | 14.9.1968 | kvalifikace atletů USA pro olympijské hry v Mexiku   |
| 44,8  | 1              | Los Angeles | 4.6.1972  |                                                      |
| 44,8x | 4              | Los Angeles | 9.6.1972  |                                                      |
| 44,8  | 2 (semifinále) | Eugene      | 7.7.1972  | kvalifikace atletů USA pro olympijské hry v Mnichově |
| 44,94 | 1 (semifinále) | Mnichov     | 4.9.1972  | olympijské hry                                       |
| 44,9  | 3              | Eugene      | 9.7.19872 | kvalifikace atletů USA pro olympijské hry v Mnichově |
| 45,13 | 2              | Winnipeg    | 30.7.1967 | Panamerické hry                                      |

x výkon na 440 yardů minus 0,3 sekundy

## Vincent Matthews v atletických tabulkách své doby

### světové tabulky v běhu na 400 m mužů v roce 1968
| výkon | atlet                          | pořadí         | místo       | datum      |
| ----- | ------------------------------ | -------------- | ----------- | ---------- |
| 43,8  | Lee Evans (USA), 1947          | 1              | Mexico City | 18.10.1968 |
| 43,9  | Larry James USA), 1947         | 2              | Mexico City | 18.10.1968 |
| 44,4  | Vincent Matthews (USA), 1947   | 1              | Echo Summit | 31.8.1968  |
| 44,4  | Ronald Freeman (USA), 1947     | 3              | Mexico City | 18.10.1968 |
| 44,9  | Wayne Collett (USA), 1949      | 1 (semifinále) | Echo Summit | 13.9.1968  |
| 44,9  | Martin Jellinghaus (SRN), 1944 | 1 (semifinále) | Mexico City | 17.10.1968 |
| 45,0  | Amadou Gakou (Senegal), 1940   | 4              | Mexico City | 18.10.1968 |
| 45,1  | Emmett Taylor (USA)            | 2              | Los Angeles | 30.6.1968  |
| 45,2x | David Morton (USA)             | 1              | Fort Worth  | 4.5.1968   |
| 45,2  | Michael Mondane (USA)          | 2 (semifinále) | Echo Summit | 13.9.1968  |
| 45,2  | James Kemp (USA), 1944         | 5              | Echo Summit | 14.9.1968  |
| 45,2  | Harold Francis (USA)           | 6              | Echo Summit | 14.9.1968  |
| 45,2  | Tommie Smith (USA), 1944       | 1              | Victoria    | 28.9.1968  |

### dlouhodobé světové tabulky v běhu na 400 m mužů k 31.12.1968
| výkon | atlet                                     | pořadí         | místo       | datum      |
| ----- | ----------------------------------------- | -------------- | ----------- | ---------- |
| 43,8  | Lee Evans (USA), 1947                     | 1              | Mexico City | 18.10.1968 |
| 43,9  | Larry James (USA), 1947                   | 2              | Mexico City | 18.10.1968 |
| 44,4  | Vincent Matthews (USA), 1947              | 1              | Echo Summit | 31.8.1968  |
| 44,4  | Ronald Freeman (USA), 1947                | 3              | Mexico City | 18.10.1968 |
| 44,5+ | Tommie Smith (USA), 1944                  | 1              | San Jose    | 20.5.1967  |
| 44,6x | Adolph Plummer (USA), 1938                | 1              | Tempe       | 25.5.1963  |
| 44,9  | Otis Davis (USA), 1932                    | 1              | Řím         | 6.9.1960   |
| 44,9  | Carl Kaufmann (SRN), 1936                 | 2              | Řím         | 6.9.1960   |
| 44,9  | Michael Larrabee (USA), 1933              | 1              | Los Angeles | 12.9.1964  |
| 44,9x | Theron Lewis (USA), 1944                  | 1              | Soiux Falls | 4.6.1966   |
| 44,9x | Wendell Mottley (Trinidad a Tobago), 1941 | 1              | Kingston    | 11.8.1966  |
| 44,9  | Wayne Collett (USA), 1949                 | 1 (semifinále) | Echo Summit | 13.9.1968  |
| 44,9  | Martin Jellinghaus (SRN), 1944            | 1 (semifinále) | Mexico City | 17.10.1968 |

### světové tabulky v běhu na 400 m mužů v roce 1972
| výkon | atlet                        | pořadí         | místo       | datum     |
| ----- | ---------------------------- | -------------- | ----------- | --------- |
| 44,1  | Wayne Collett (USA), 1949    | 1              | Eugene      | 9.7.1972  |
| 44,2  | Fred Newhouse (USA), 1948    | 1 (semifinále) | Eugene      | 7.7.1972  |
| 44,3  | John Smith (USA), 1950       | 2              | Eugene      | 9.7.1972  |
| 44,6+ | Lee Evans (USA), 1947        | 1              | Los Angeles | 15.4.1972 |
| 44,66 | Vincent Matthews (USA), 1947 | 1              | Mnichov     | 7.9.1972  |
| 44,70 | Karl Honz (SRN), 1951        | 1              | Mnichov     | 21.7.1972 |
| 44,92 | Julius Sang (Keňa), 1948     | 3              | Mnichov     | 7.9.1972  |
| 44,9x | Steve Williams (USA), 1953   | 1              | El Paso     | 13.5.1972 |
| 45,13 | Charles Asati (Keňa), 1946   | 4              | Mnichov     | 7.9.1972  |
| 45,1x | Edesel Garrison (USA), 1950  | 1              | Palo Alto   | 20.5.1972 |
| 45,1  | Larance Jones (USA), 1951    | 2              | Eugene      | 3.6.1972  |

### dlouhodobé světové tabulky v běhu na 400 m mužů k 31.12.1972
| výkon | atlet                        | pořadí         | místo        | datum      |
| ----- | ---------------------------- | -------------- | ------------ | ---------- |
| 43,8  | Lee Evans (USA), 1947        | 1              | Mexico City  | 18.10.1968 |
| 43,9  | Larry James (USA), 1947      | 2              | Mexico City  | 18.10.1968 |
| 44,1  | Wayne Collett (USA), 1949    | 1              | Eugene       | 9.7.1972   |
| 44,2x | John Smith (USA), 1950       | 1              | Eugene       | 26.6.1971  |
| 44,2  | Fred Newhouse (USA), 1948    | 1 (semifinále) | Eugene       | 7.7.1972   |
| 44,4  | Vincent Matthews (USA), 1947 | 1              | Echo Summit  | 31.8.1968  |
| 44,4  | Ronald Freeman (USA), 1947   | 3              | Mexico Cirty | 18.10.1968 |
| 44,4x | Curtis Mills (USA)           | 1              | Knoxville    | 21.6.1969  |
| 44,5+ | Tommie Smith (USA), 1944     | 1              | San Jose     | 20.5.1967  |
| 44,6x | Adolph Plummer (USA), 1938   | 1              | Temnpe       | 25.5.1963  |

x výkon na 440 yardů minus 0,3 sekundy
+ mezičas v běhu na 440 yardů

## Vincent Matthews v ročních žebříčcích (world rankings) časopisu Track & Field News

### 400m
| rok  | pořadí   |
| ---- | -------- |
| 1967 | 2. místo |
| 1968 | 4. místo |
| 1969 | x        |
| 1970 | x        |
| 1971 | x        |
| 1972 | 1. místo |